# Illes Raja Ampat

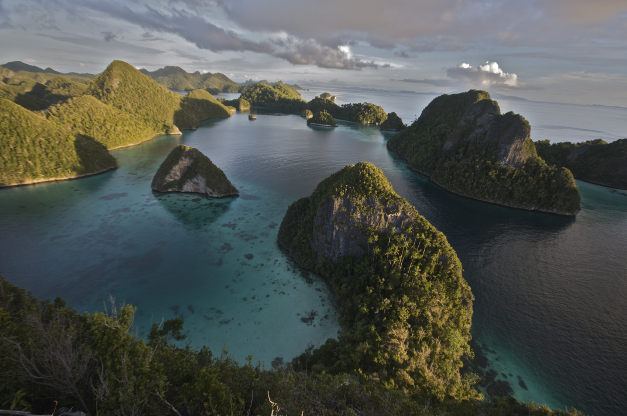
Vista panoràmica

Les Illes Raja Ampat són un arxipèlag situat davant la península Bird's Head de l'illa de Nova Guinea, a Indonèsia dins la província de Papua Occidental. Raja Ampat, significa Quatre Reis. Consta d'unes 1.500 illes petites amb les illes principals que són: Misool, Salawati, Batanta i Waigeo i l'illa menor de Kofiau.
La Regència de Raja Ampat és una nova regència indonèsia separada de la Regència Sorong el 2004. Engloba més de 40.000 km² de terra i mar, que també conté la Badia Cenderawasih. Algunes de les illes són les parts més al nord del continent australià.

## Història
El nom de Raja Ampat prové de la mitologia local i d'uns ous que eclosionar van donar lloc a reis.
Raja Ampat havia format part del Sultanat de Tidore, de Maluku.

## Població
Els habitants de l'arxipèlag viuen principalment de la pesca dins petites tribus. Els seus habitants són d'estil de vida més proper als ambonesos que als papuesos. Alguns d'ells són musulmans i d'altres cristians.

## Geografia

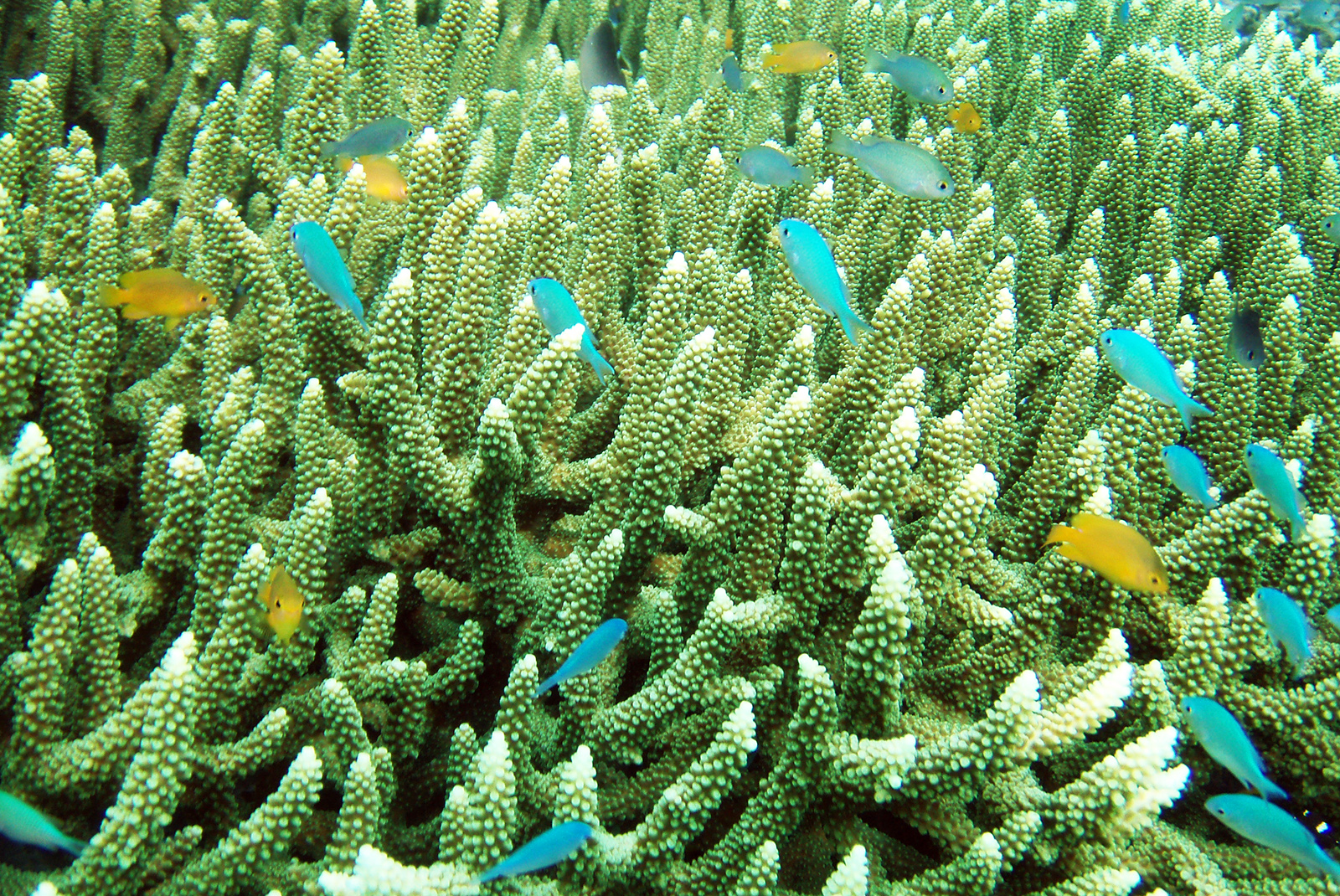
Diversitat marina a Raja Ampat

Pel que fa al turisme és un lloc adequat per capbussar-s'hi.
Segons Conservation International,la diversitat marina a la zona de Raja Ampat és la més gran del món i del Triangle del Corall al qual pertany.
Té 1.508 espècies de peixos i 537 espècies de corall.
Per accedir-hi cal un vol de 6 hores des de Jakarta, capital d'Indonèsia fins a Sorong. Aleshores cal viatjar-hi en vaixell.